# Dan Savage

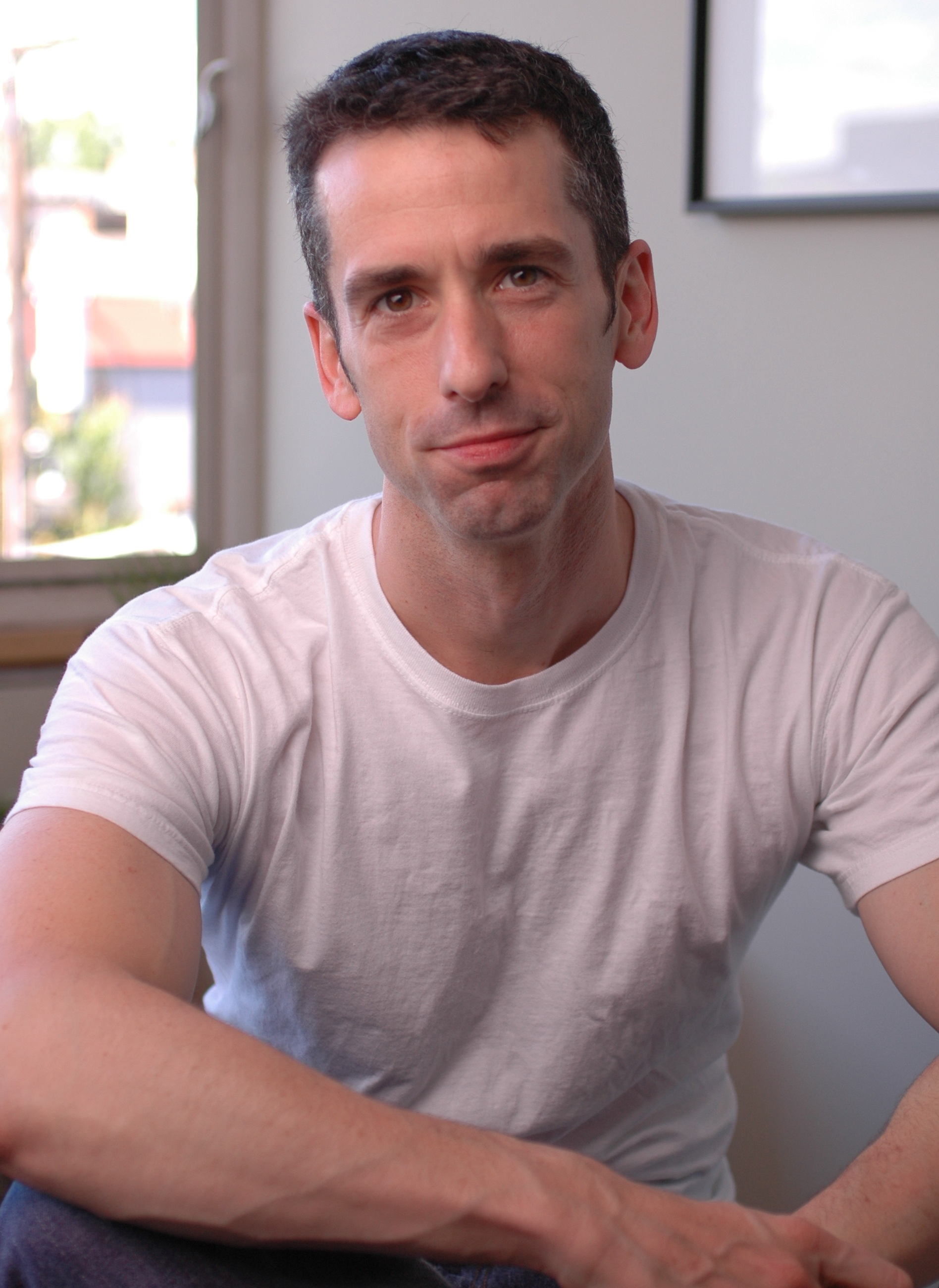
Dan Savage (2005)

Daniel Keenan Savage (* 7. Oktober 1964 in Chicago) ist ein US-amerikanischer Journalist und Autor.
Landesweite Bekanntheit erlangte er durch seine Sexualratgeberkolumne Savage Love, welche wöchentlich in mehreren Dutzend Zeitungen erscheint. Savage ist offen homosexuell und aktiv in der US-amerikanischen Lesben- und Schwulenbewegung. Er lebt mit seinem Ehemann in Seattle; das Paar ist nach kanadischem Recht verheiratet und hat einen Sohn adoptiert. Über seine Erfahrung als Adoptivvater schrieb er The Kid.

## Savage Love
Die Ratgeberkolumne Savage Love erschien erstmals 1991 in der Seattler Gratiszeitung The Stranger, bei der Savage noch heute arbeitet. Die Kolumne erreichte durch ihren ungewohnt expliziten Stil und Savages prononciertes Eintreten für sexuelle Freiheit und Anerkennung abweichender Sexualpraktiken (im Rahmen des Grundsatzes „Safe, Sane, Consensual“) schnell große Popularität und wird heute in zahlreichen Zeitungen in den USA, Kanada, Europa und Asien gedruckt. In Nordamerika prägte Savage durch die Kolumne eine Reihe von sexuellen Neologismen. Seit 2006 erscheint zusätzlich ein wöchentlicher Podcast.

## It gets better
2010 startete Savage das Projekt It gets better. Dort werden Videobotschaften gesammelt, die homosexuellen Jugendlichen Mut zusprechen. Auf diese Weise soll die hohe Suizidrate gesenkt werden.

## Drehbücher
Savage schrieb auch das Drehbuch für Michael Showalters Tragikomödie Spoiler Alert.

## Auszeichnungen
- 2003 wurde er für Skipping Towards Gomorrah mit dem Lambda Literary Award in der Kategorie Humor ausgezeichnet.[1]
- 2013 wurde er zum Humanist of the Year durch die American Humanist Association gewählt und erhielt den Emperor Has No Clothes Award (Der-Kaiser-hat-keine-Kleider-Preis) der Freedom From Religion Foundation (FFRF)[2].

## Bücher
- Savage Love: Straight Answers from America’s Most Popular Sex Columnist. Plume, New York 1998, ISBN 0-452-27815-5.
- The Kid. Dutton, New York 1999, ISBN 0-525-94525-3.
- Skipping Towards Gomorrah: The Seven Deadly Sins and the Pursuit of Happiness in America. Plume, New York 2002, ISBN 0-452-28416-3.
- The Commitment: Love, Sex, Marriage, and My Family. Dutton, New York 2005, ISBN 0-525-94907-0.